# Georg Adolf Moritz Ahlhorn
Georg Adolf Moritz Ahlhorn (* 25. Dezember 1838 in Varel; † 31. Dezember 1917 in Eversten) war oldenburgischer Beamter und von 1901 bis 1909 Regierungspräsident im Fürstentum Birkenfeld, einer Exklave des Großherzogtums Oldenburg.
Ahlhorn war Sohn des späteren Oberkirchenrates Wilhelm Ahlhorn (1803–1888). Er war mit Louise von der Lippe (5. Februar 1851 – 7. Dezember 1894) verheiratet. Aus der Ehe gingen fünf Söhne hervor, darunter der spätere oldenburgische Reichsratsbevollmächtigte Wilhelm (1873–1968), der spätere kaiserliche Bezirksamtmann Walther (1897–1961) und der spätere Oberkirchenrat Gustav (1886–1971).
Er besuchte das Gymnasium in Oldenburg und studierte von 1857 bis 1860 Nationalökonomie und Rechtswissenschaften an den Universitäten Heidelberg, Berlin und Göttingen.
1865 trat er in den oldenburgischen Staatsdienst und arbeitete in den Ämtern Oldenburg und Cloppenburg und den Stadtverwaltungen in Varel und Oldenburg. 1875 wurde er Amtmann im Amt Stollhamm und 1879 Amtmann im Amt Jever. 1882 wurde er als vortragender Rat in das Department des Inneren versetzt, wo er für das Dezernat für Landwirtschaft, Deich- und Sielsachen verantwortlich war. Das Pferdezuchtgesetz und der Vertrag mit Bremen über die Weserkorrektur wurden von ihm maßgeblich geschaffen. Er war Mitglied im Aufsichtsrat der Oldenburgischen Landesbank.
Zwischen dem 1. Mai 1901 und dem 1. Mai 1909 war er Regierungspräsident im Fürstentum Birkenfeld.